# Neozoarcidae
Die Neozoarcidae sind eine Fischfamilie aus der Gruppe der Aalmutterverwandten (Zoarcales). Alle Arten der Neozoarcidae kommen im nordwestlichen Pazifik vor.

## Merkmale
Wie allen Aalmuttern besitzen sie einen stark langgestreckten beschuppten oder schuppenlosen Körper, der bei dieser Unterfamilie 4,5 bis 17 cm lang wird. Rücken- und Afterflosse sind niedrig und mit der Schwanzflosse zu einem umlaufenden Flossensaum zusammengewachsen. Die Rückenflosse wird bei Zoarchias von zu 75 Weichstrahlen gestützt. Bei der Afterflosse ist der erste der längste Hartstrahl. Die Brustflossen sind klein und werden von 6 bis 10 Flossenstrahlen gestützt. Sie können auch fehlen, die Bauchflossen fehlen immer. Die Seitenlinie fehlt, lediglich eine oder zwei Reihen von oberflächlichen Neuromasten sind vorhanden. Das Sensorische System auf dem Kopf ist gut entwickelt. Die Anzahl der Branchiostegalstrahlen liegt bei 6 oder 7, die der Wirbel bei 96 bis 133.

## Systematik
Die Neozoarcinae wurden 1902 von Jordan und Snyder für die Gattungen Neozoarces and Zoarchias aufgestellt und zunächst als Unterfamilie den Schleimfischen (Blenniidae) zugeordnet. Makushok stellte die Neozoarcinae 1961 zu den Aalmuttern. 1994 stellt Anderson die Unterfamilie zu den Stachelrücken (Stichaeidae). Anfang 2010 revidierten der russische Wissenschaftler O. A. Radchenko und zwei Kollegen diese Verschiebung wieder und stellten die Neozoarcinae wieder zu den Aalmuttern, nachdem sie mittels molekulargenetischer Methoden festgestellt hatten, dass die durchschnittliche genetische Differenz zwischen Neozoarces aus der Unterfamilie Neozoarcinae und den übrigen Unterfamilien der Aalmuttern nur 11,9 % betrug, während sie 13,9 % beim Vergleich mit den Stichaeidae und 14,0 % beim Vergleich mit den Ronquils (Bathymasteridae), den Butterfischen (Pholidae), Ptilichthys goodei und Zaprora silenus betrug. Im Jahr 2015 machte Radchenko die Neozoarcidae zu einer eigenständigen Familie, nachdem er mit Hilfe molekularbiologischer Daten festgestellt hat das die Seewölfe (Anarhichadidae) näher mit den Aalmuttern verwandt sind als die Neozoarcidae. Dies wurde im Catalog of Fishes Mitte 2018 so übernommen.

## Gattungen und Arten
- Gattung Neozoarces Steindachner, 1880
  - Neozoarces pulcher Steindachner, 1880
  - Neozoarces steindachneri Jordan & Snyder, 1902
- Gattung Zoarchias Jordan & Snyder, 1902
  - Zoarchias glaber Tanaka, 1908
  - Zoarchias hosoyai Kimura & Sato 2007
  - Zoarchias macrocephalus Kimura & Sato 2007
  - Zoarchias major Tomiyama, 1972
  - Zoarchias microstomus Kimura & Jiang, 1995
  - Zoarchias neglectus Tanaka, 1908
  - Zoarchias uchidai Matsubara, 1932
  - Zoarchias veneficus Jordan & Snyder, 1902